# 中澤彩子
中澤彩子（なかざわ あやこ、1971年（昭和46年）10月19日 - ）は、日本の囲碁棋士。千葉県出身、日本棋院所属、五段。19歳で女流本因坊を獲得し、女流棋戦最年少タイトルを記録。女流鶴聖戦2期など。独創的で力強い棋風。一時池田姓。

## 経歴
9歳で囲碁を覚え、1982年に日本棋院院生。1988年入段。1990年に女流本因坊戦挑戦者となって楠光子を2-1で破り、当時女流最年少の19歳でタイトル獲得。同年、23勝10敗の成績で棋道賞女流賞受賞。翌年は挑戦者小林千寿を2-1で降して防衛し2連覇。1992年の新鋭トーナメント戦で、女流棋士としては初めて男女混合棋戦決勝に進出するが、病気による不戦敗で準優勝。1995、96年に女流鶴聖戦2連覇。2001年五段昇段。2005年に池田に改姓、2008年に中澤に戻す。
12歳から17歳まで藤沢秀行の研究会に参加するが、藤沢門下にはならずに入段。1991年『棋道』誌6-9月号で、本因坊戦の対局地に特派されて「リアルタイム・レポート」を連載。

### タイトル歴
- 女流本因坊戦 1990-91年
- 女流鶴聖戦 1995-96年

### その他の棋歴
- 新鋭トーナメント戦 準優勝 1992年
- 女流本因坊戦 挑戦者 1996年
- JAL女流早碁戦 準優勝 2002年
- 東京精密杯女流プロ最強戦 準優勝 2002年
- リコー杯プロ棋士ペア囲碁選手権 準優勝 1995年（石田芳夫とペア）
- 日中囲碁交流
  - 1991年 1-6（×羅洗河、○梁雅娣、×王磊、×劉濤、×楊爽、×史鴻儀、×周鶴洋）
- 日中スーパー囲碁
  - 1997年 女流戦 0-2 黎春華

### 受賞等
- 1990年 棋道賞女流賞受賞
- 1995年 棋道賞女流賞受賞